# Dassenberg
Dassenberg ist ein Ortsteil von Atlantis in der südafrikanischen Provinz Westkap. Er liegt etwa 60 Kilometer nördlich von Kapstadt.

## Ansässige Unternehmen
Das US-amerikanische Unternehmen TRW Automotive hat einen Standort in Dassenberg.

## Bildung
In Dassenberg gibt es die Waldorfschule Dassenberg Waldorf School.

## Sport
Der Rennstall Highflyer Stud ist in Dassenberg beheimatet.

## Sonstiges
Das Dassenberg Horse Rescue Centre kümmert sich um kranke und verwahrloste Pferde und Hunde.